# Église Saint-Pierre de Chaillevois
L'église Saint-Pierre est une église située à Chaillevois dans le département de l'Aisne, en France.

## Description

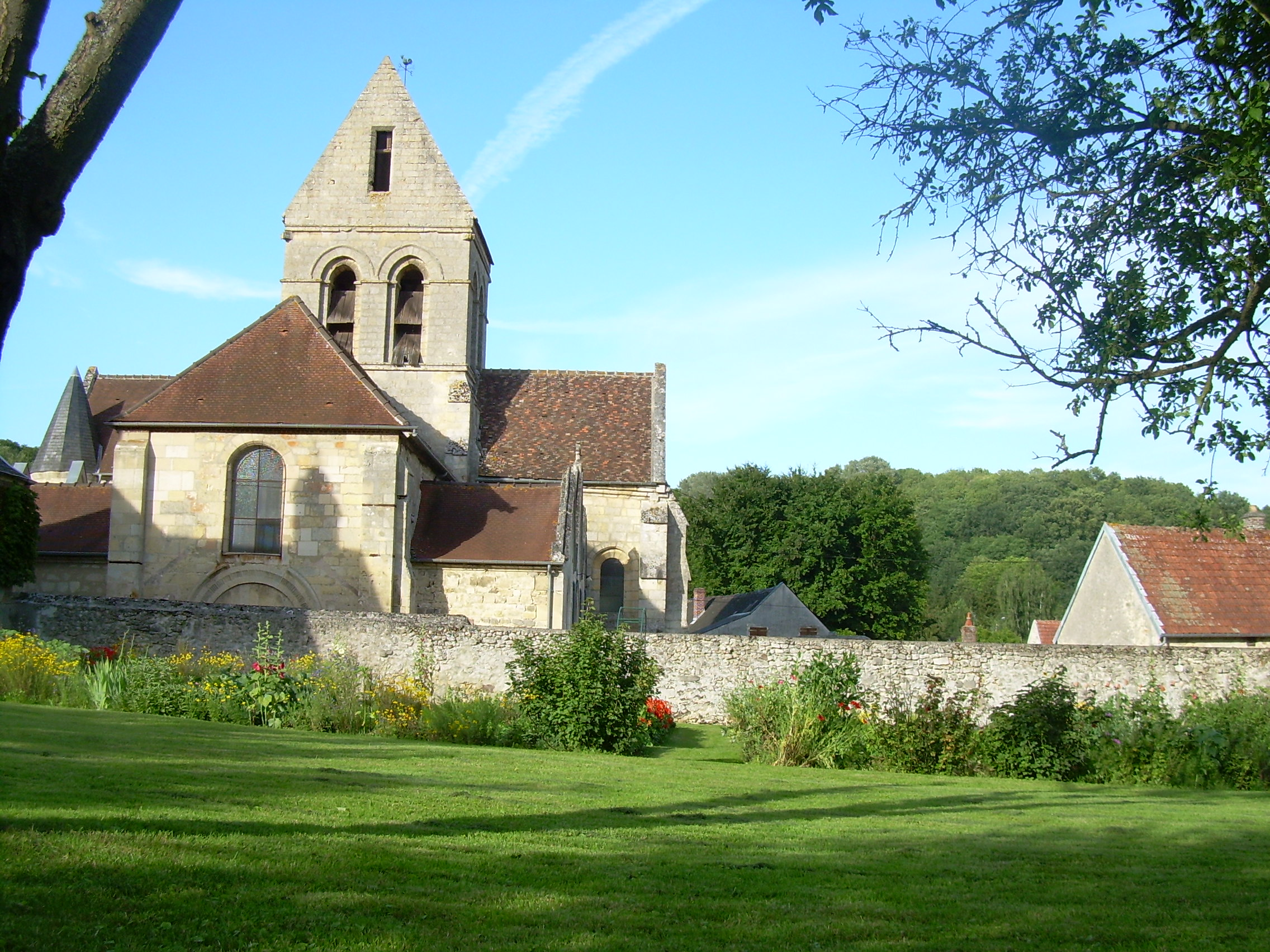
Vue côté ouest.

En forme de croix latine et soutenue à ses angles par de doubles contreforts, elle est composée d’une nef flanquée de deux collatéraux, qui sont relativement modernes, d’un transept et d’un chœur.
Le clocher, placé au centre entre le chœur et la nef, est percé sur chacune de ses faces de deux baies géminées. Il se termine par un toit en bâtière.
Une tour assez élégante, percée sur chaque face par des fenêtres ogivales, permet par un escalier à vis d’accéder au clocher par l’intérieur.
L’ensemble de l’édifice est couvert en petites tuiles plates sauf la tour qui est couverte en ardoises.
Le portail occidental est orné d’un simple tore et d’une sorte de large ruban plissé. De style roman, il a été muré au profit d’une autre entrée plus proche de la rue.
Une rosace à huit lobes décore le mur sud du transept dont le modèle se retrouve à la cathédrale de Laon.
Quelques modillons à têtes d’animaux, d’une exécution assez fine, règnent autour de la frise extérieure du chœur. Cette église présente donc plusieurs caractères de haute antiquité.
À l’intérieur, le chœur seul est voûté. Au milieu de la nef s’ouvre une crypte où l’on descend par un escalier de neuf marches. Elle renferme un petit autel surmonté d’une croix de Malte et un sarcophage vide. Le couvercle, posé contre la paroi de droite, comporte aussi, du côté de la tête, une croix de Malte. C’est sans doute le tombeau d’un chevalier de Malte et peut-être celui de Nicolas d'Espagne. Depuis longtemps le souvenir en est perdu et la crypte est connue aujourd’hui sous le nom de Trou-Saint-Maur.
En 1873, on pouvait encore observer une pratique assez singulière. Des mères venaient déposer leurs enfants malades dans le fond du sarcophage. Si l’enfant criait, sa maladie n’était pas mortelle. Dans le cas contraire, il n’y avait plus rien à espérer.

## Localisation
L'église est située sur la commune de Chaillevois, dans le département de l'Aisne. Elle est bâtie dans le haut du village, à l‘écart de la route départementale qui traverse le bas du village.
La remarquable et très ancienne église de Chaillevois, construite dans un très beau site naturel, nous offre un exemple type de ces monuments qui ont commencé là pour se multiplier dans le Laonnois et le Soissonnais.

## Historique

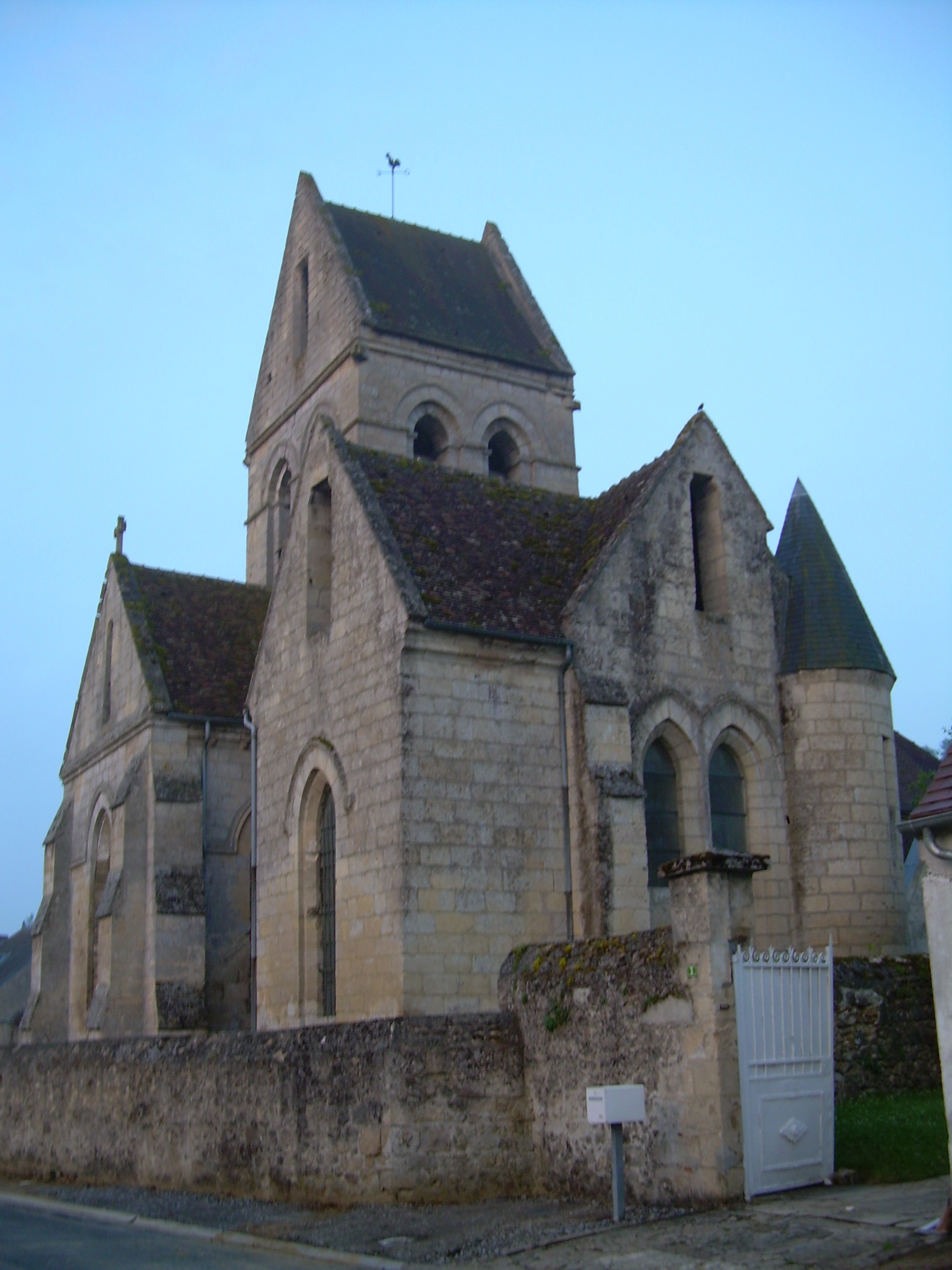
Vue côté nord.

Selon plusieurs historiens, la construction de l’église de Chaillevois aurait débuté en 1023 sous l’impulsion d'Adalbéron, évêque de Laon de 977 à 1031.
La mort de ce prélat eut pour conséquence l’interruption des travaux.
Elinand, 41e évêque de Laon de 1052 à 1095, fait continuer les travaux. Au mois de juillet 1056, cet édifice est consacré à Saint Pierre par Elinand en présence des évêques de Noyon et de Senlis.
Bien que bâtie à l’origine au milieu du XIe siècle, on peut admettre l’hypothèse que certaines parties de l’édifice qui menaçaient ruine auraient été reconstruites au cours du XIIe siècle où pendant le XIIIe siècle.
À la Révolution, en 1791, on ne
laissa qu’une seule cloche. Les deux autres furent déposées pour être
converties en canons, comme ce fut le cas pour toutes les églises de France.
En 1831, l’unique cloche qui
restait est remplacée par une nouvelle et un baptême de la cloche a eu lieu.
En mai 1869, grâce à la
générosité de M. de Signier, l’église est restaurée. Elle est dotée d’un très beau vitrail et deux nouvelles cloches sont installées. Ce qui donne lieu à une cérémonie très populaire : la bénédiction des cloches. Désormais le chant des trois cloches se fait entendre comme avant la Révolution.
Hélas, le 16 janvier 1917, dans le village occupé, les Allemands enlèvent à nouveau deux cloches qui serviront à fabriquer des armes de guerre.
De plus, à la fin de l’année 1917, les bombardements, qui s’intensifient depuis le Chemin des Dames, détruisent une partie du clocher et emportent toute la couverture de l’édifice.
De 1919 à 1922, l’église de Chaillevois est complètement restaurée.
Enfin, le dimanche 6 septembre 1931, la bénédiction de deux nouvelles cloches achèvent le travail entrepris et le son des trois cloches résonne à nouveau.
Peu de temps après, le dimanche 14 mai 1933, eu lieu une cérémonie en l’honneur de Notre-Dame de Lourdes. En effet, au lendemain de la guerre, la statue de la Vierge fut retrouvée séparée de sa tête dans les décombres de l’église. Restaurée avec le plus grand soin elle retrouva sa beauté primitive et fut bénie, ce jour-là, par le doyen d’Anizy-le-Château.
En 1980, la couverture du clocher est refaite ainsi qu’une partie des autres toitures. Le samedi 22 novembre 1980, devant une nombreuse assistance, un coq  est installé au sommet du clocher après avoir été béni préalablement par le doyen d’Anizy-le-Château.
Puis, en 1988, la réfection de la couverture de la nef et des bas-côtés termine le travail de restauration.       
L’église a été partiellement inscrite à l’inventaire supplémentaire des monuments historiques le 3 juin 1932, c’est-à-dire la crypte, le chœur, le clocher et le transept. De plus, elle a été inscrite sur la liste du patrimoine historique du département de l’Aisne le 29 avril 1986.

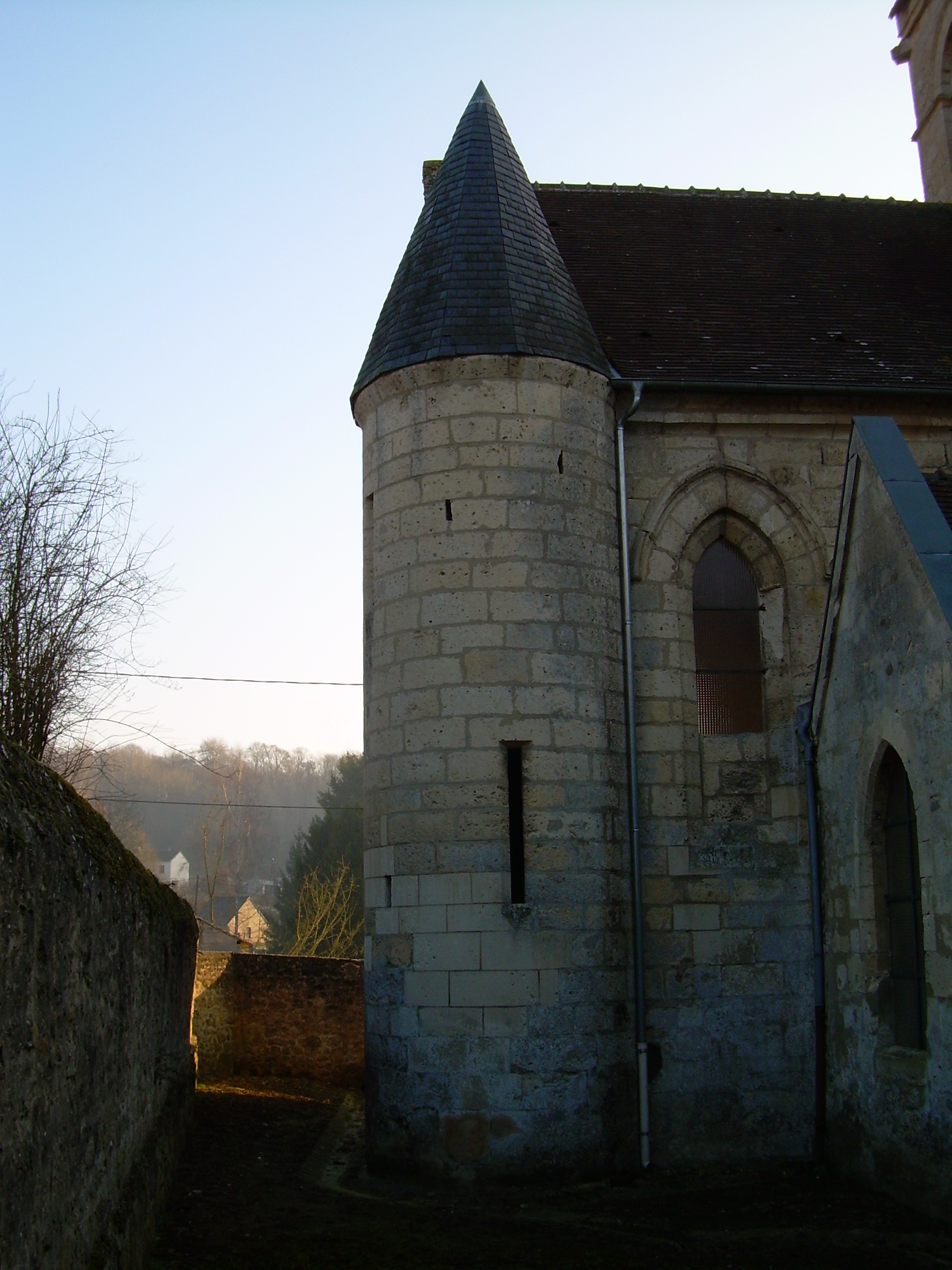
La tour.
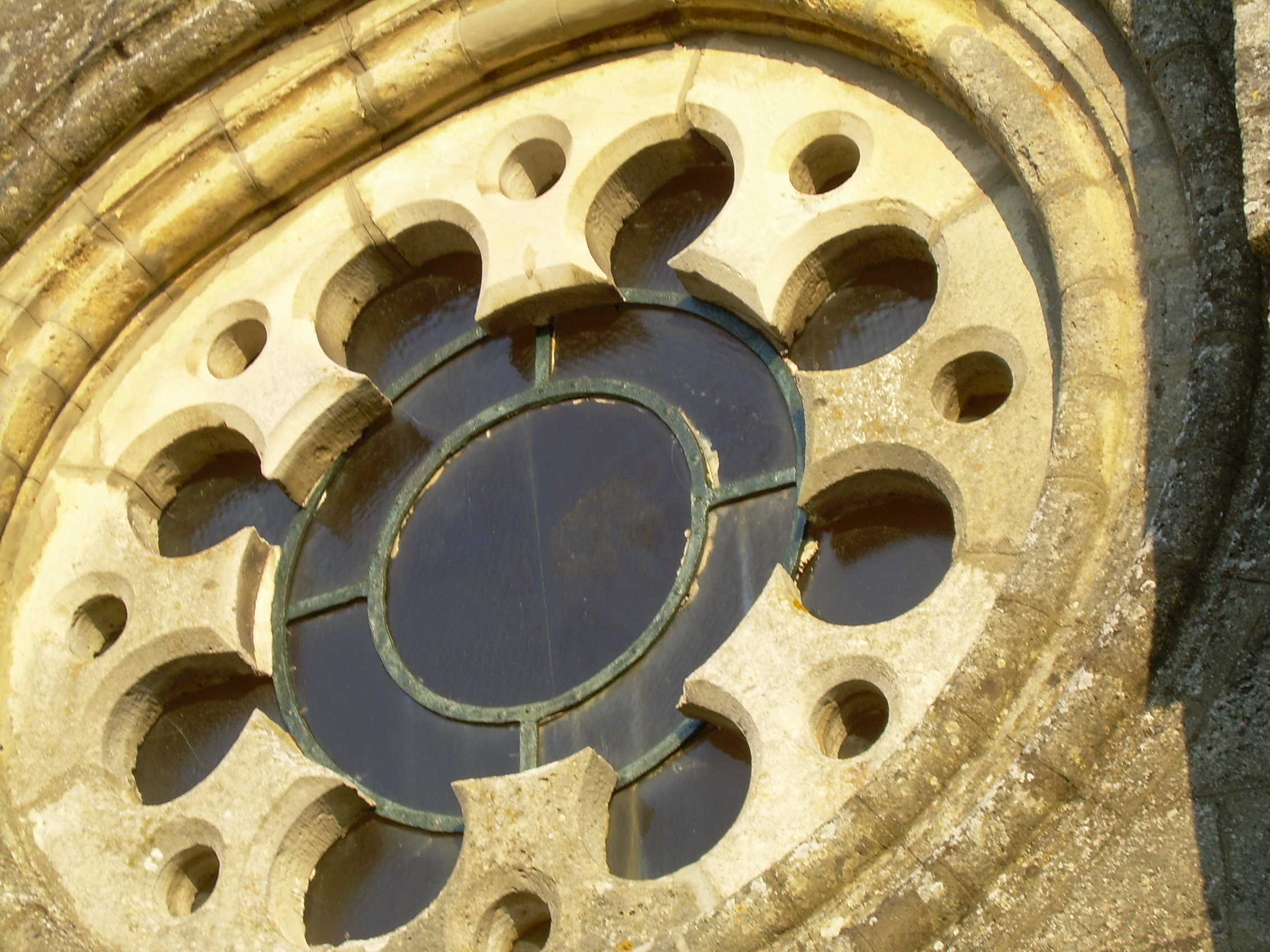
La rosace.
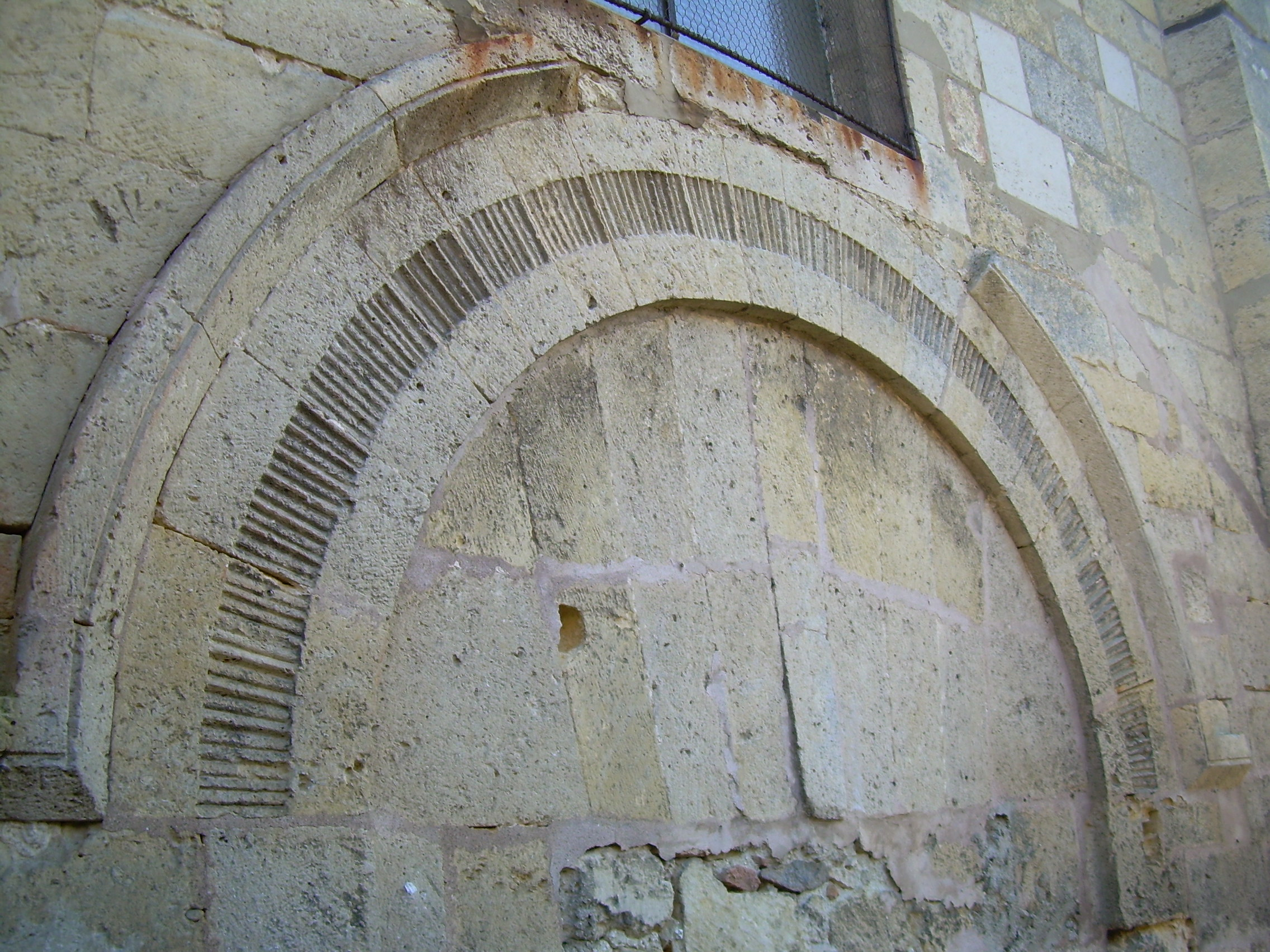
Ancien portail
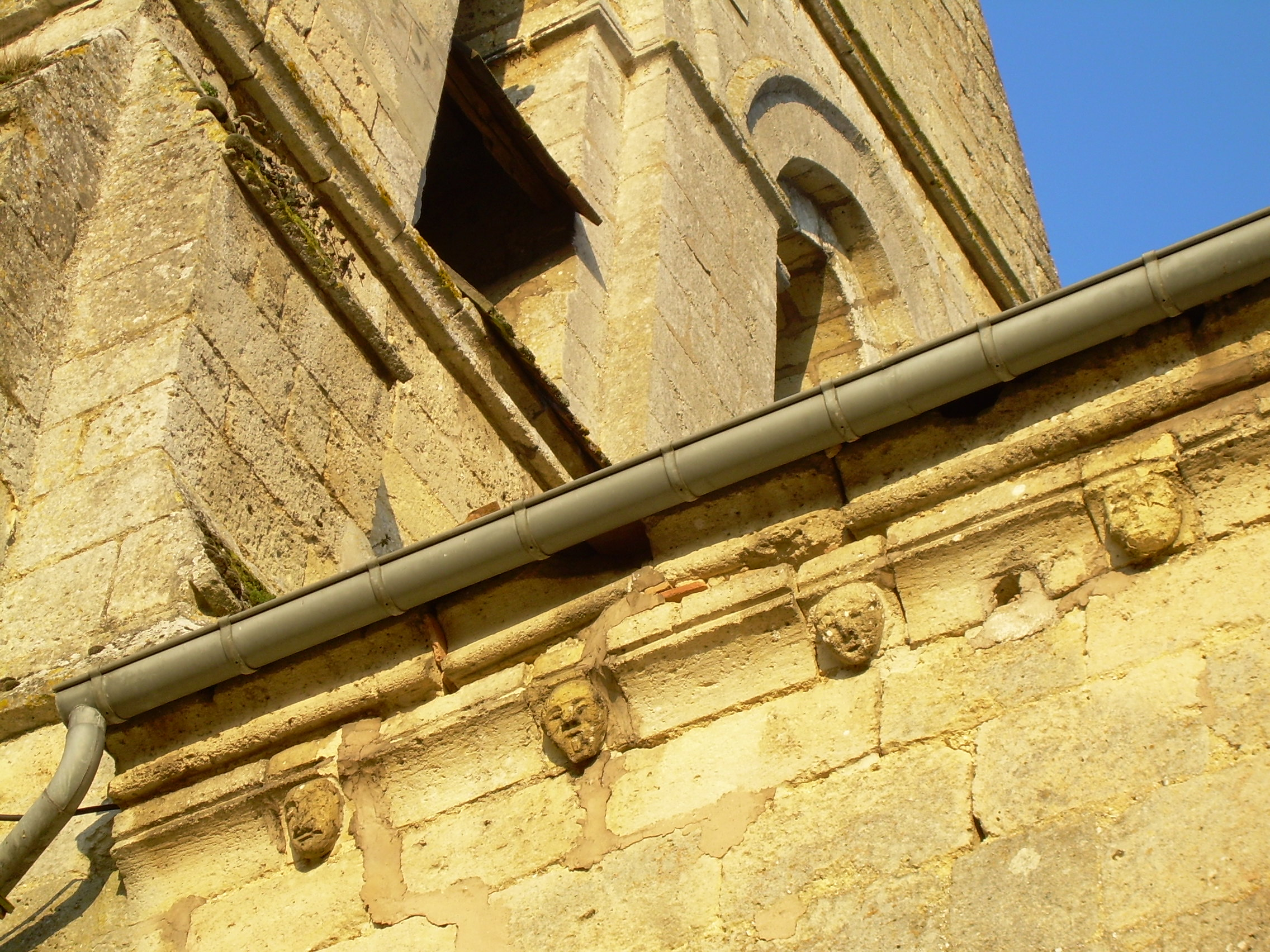
Vue des modillons.
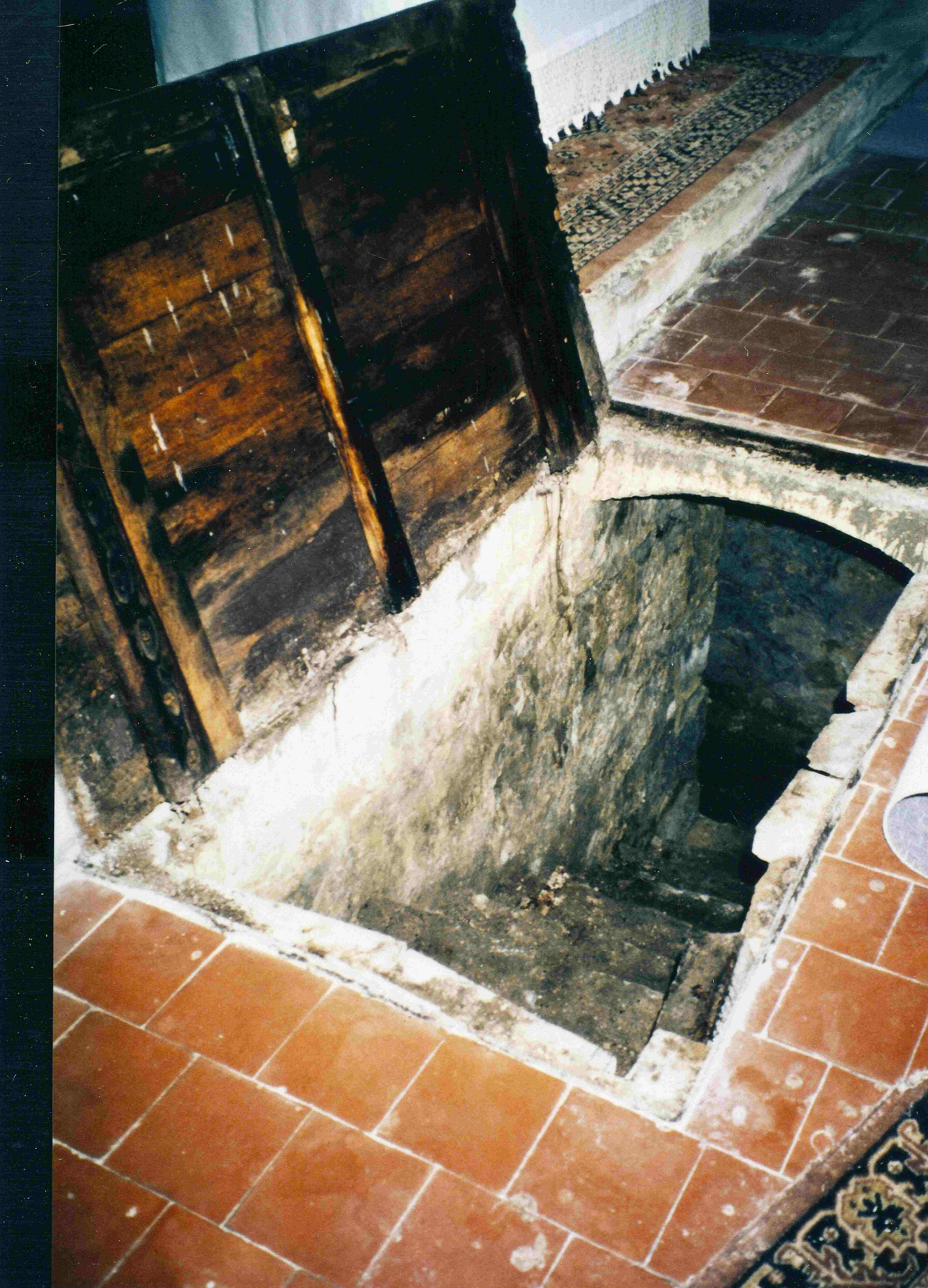
L'entrée de la crypte.
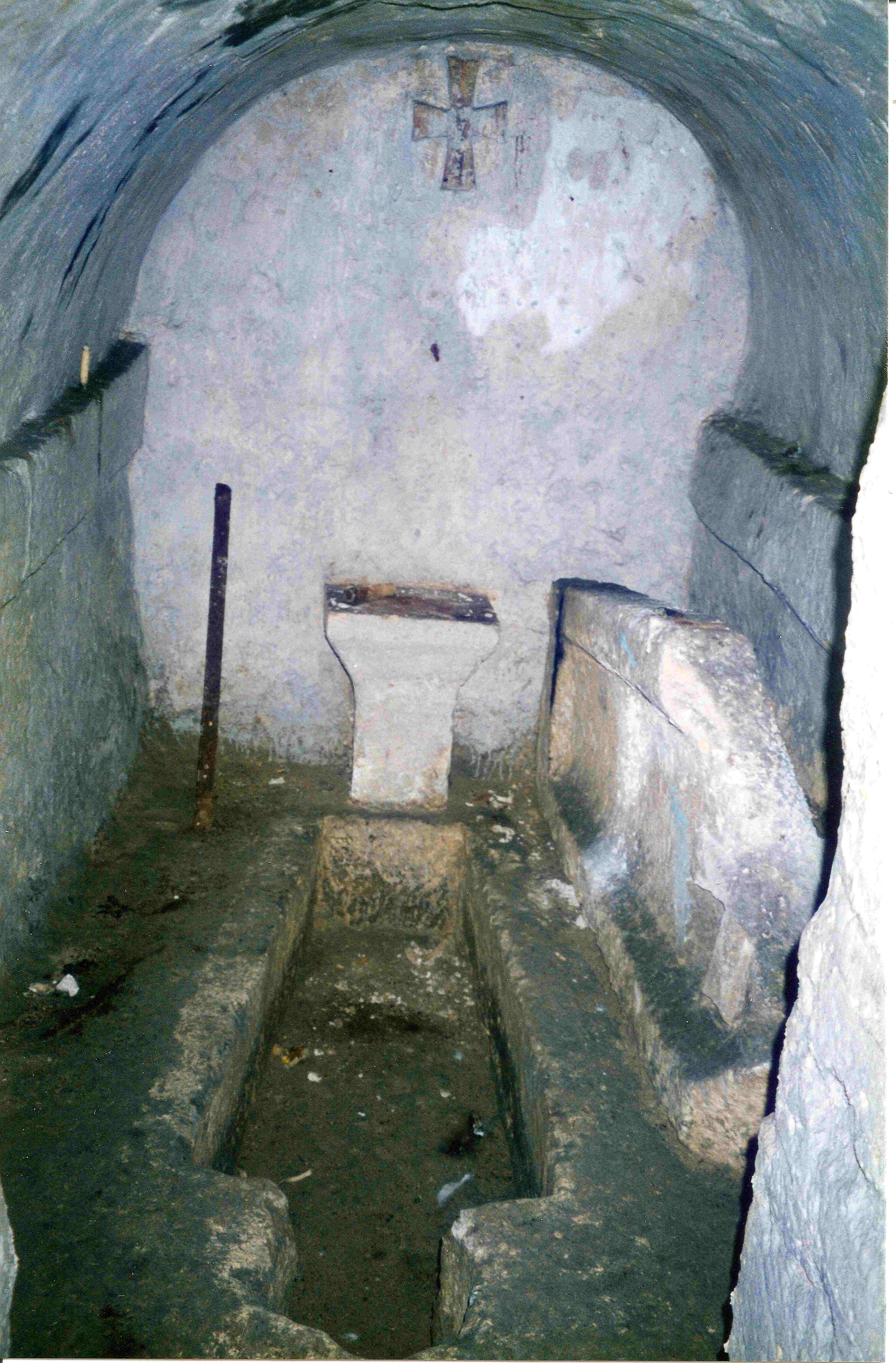
La crypte.
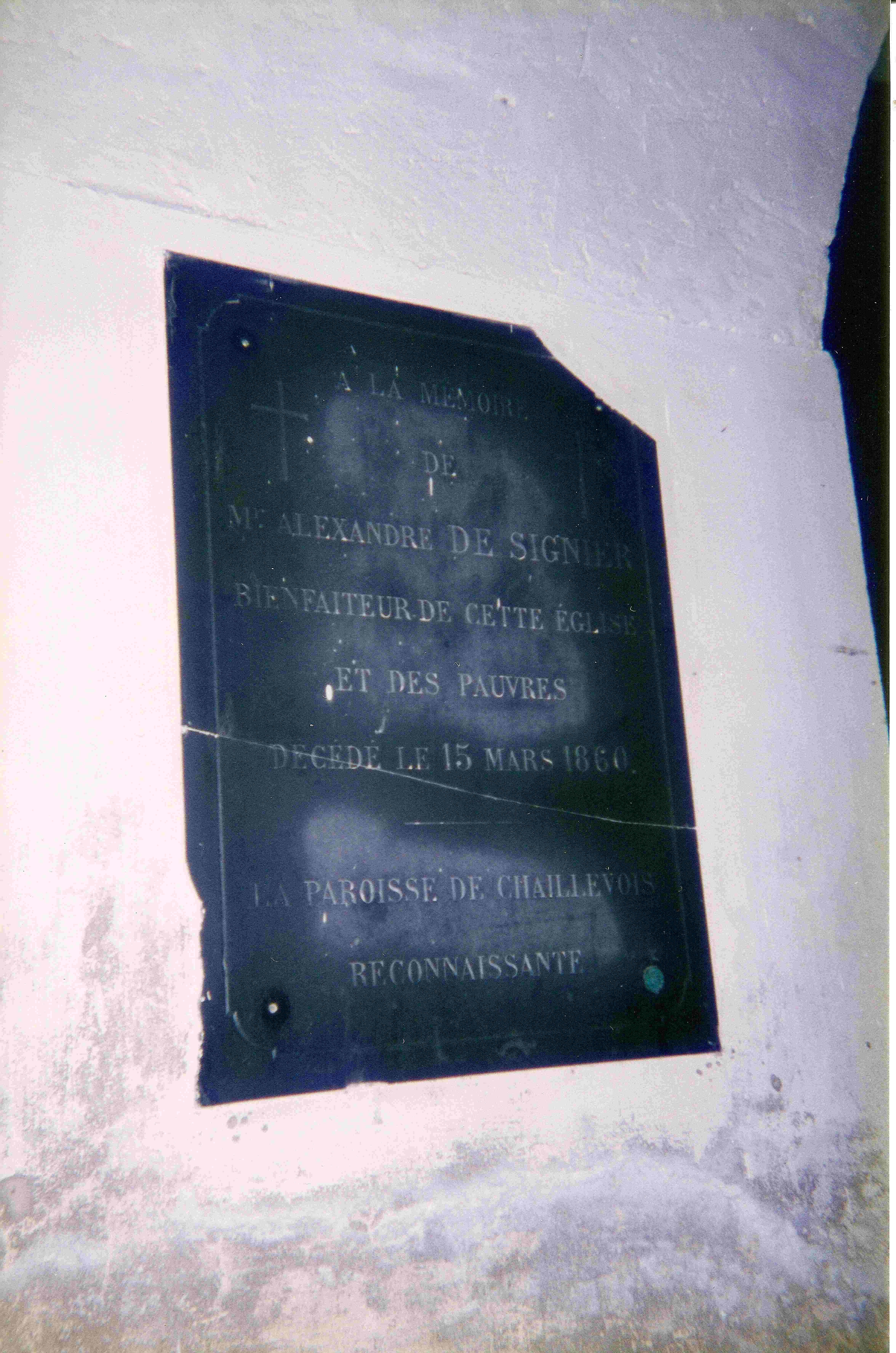
À la mémoire de M. Alexandre de SIGNIER.